# Odalisca con schiava
Odalisca con schiava (L'Odalisque à l'esclave) è un dipinto a olio su tela di Jean-Auguste-Dominique Ingres, realizzato tra il 1839 e il 1840 e oggi esposto nel Fogg Art Museum di Cambridge, nel Massachusetts.
Nel 1842 Ingres, con l'aiuto dei suoi studenti Paul e Hippolyte Flandrin, realizzò un'altra versione del dipinto, intitolata Interno di harem con odalisca. Questa seconda versione dell'opera oggi è esposta al Walters Art Museum di Baltimora.

## Storia

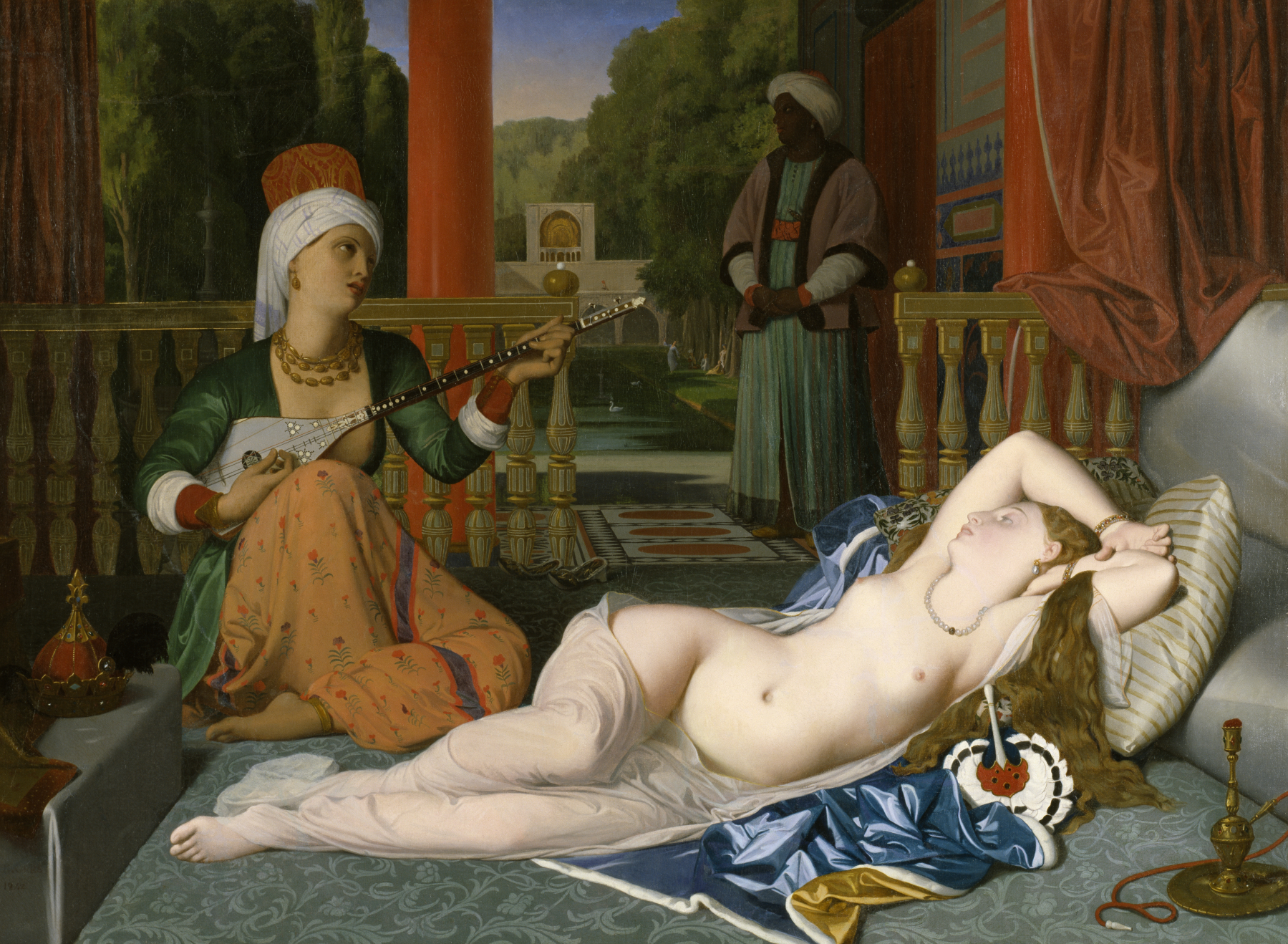
La seconda versione dell'opera, Interno di harem con odalisca, oggi esposta a Baltimora.

Durante la sua carriera Ingres dipinse molte opere ambientate negli harem, a partire dall'Odalisca dormiente del 1810 e da La grande odalisca del 1814. Il dipinto venne commissionato a Ingres da Charles Marcotte e venne realizzato a Roma, dove Ingres visse dal 1835 al 1841 e dove lavorò come direttore dell'accademia francese nell'Urbe. Nel settembre del 1840 il quadro venne trasferito a Parigi, dove venne acclamato dai critici che lo videro nella casa di Marcotte. Quando l'opera venne esposta pubblicamente nel 1845, questa venne apprezzata dai parigini, a tal punto che venne descritta da Charles Baudelaire e Théophile Thoré-Bürger.
In seguito Ingres realizzò la seconda versione, nella quale il muro sullo sfondo (che per lo storico dell'arte Karin Grimme imprigiona l'odalisca in una "stanza senza via d'uscita") venne sostituito con un giardino (ispirato al parco del castello di Dampierre). 
Un disegno risalente al 1858 che raffigura il dipinto del 1839 è oggi conservato al museo del Louvre.

## Descrizione

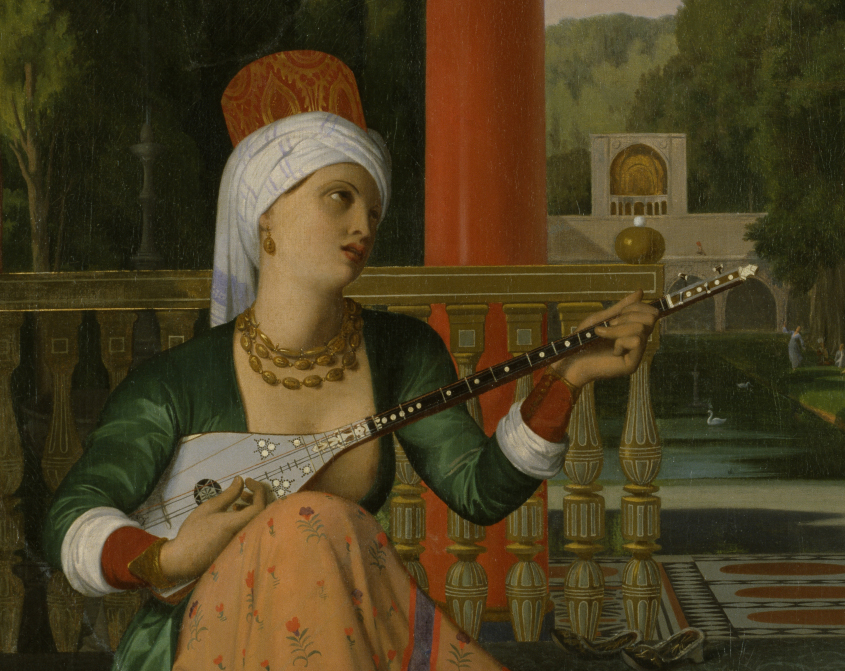
Dettaglio della suonatrice di tanbur dalla seconda versione dell'opera.

Dato che Ingres non visitò mai il Medio Oriente, la scena rappresentata è puramente immaginaria, basata sulla percezione europea degli harem del mondo arabo (anche perché le vere odalische erano vestite, e non nude). Il dipinto raffigura un'odalisca seminuda sdraiata per terra, mentre appoggia la testa su un cuscino, accanto alla quale si trova una schiava che suona un tanbur o un dutar. In secondo piano si trova un eunuco dalla pelle scura. L'ambientazione è costituita da una stanza chiusa, i cui muri sono decorati con decorazioni geometriche, che presenta dei tappeti grigi e con delle tende rosse ai lati del quadro. Accanto all'odalisca sono presenti un narghilè e un ventaglio.
La posa dell'odalisca deriva da un'altra opera di Ingres, La dormiente di Napoli (un dipinto perduto nel 1815). La musicista venne dipinta partendo da una modella in studio e molti dettagli come il tanbur derivano dalle incisioni.
Ingres fu aiutato da alcuni suoi studenti che gli fecero da assistenti. Tra questi c'era Raymond Balze, che descrisse così la sua esperienza: "Ingres iniziò i suoi studi partendo dalla natura e preparò il bozzetto sulla sua tela, poi fece realizzare ai suoi studenti le parti meno importanti, molto rifinite, come la struttura, i mosaici, i tappeti, i mobili, gli strumenti. (...) Poi, quando tutto era rifinito, egli si impegnò da solo ad armonizzare il tutto con degli strati di colore."